# Arthur Lindfors
Arthur Richard Lindfors (* 17. März 1893 in Porvoo; † 21. September 1977 ebenda) war ein finnischer Ringer. Er nahm an den Olympischen Spielen 1920 in Antwerpen und 1924 in Paris teil, wo er jeweils die Silbermedaille erringen konnte.
Arthur Lindfors rang zuerst für Helsingin Jyry, wechselte um 1919 zu Porvoon Akilles.
(OS=Olympische Spiele, GR=griechisch-römisch, Hsg=Halbschwergewicht, Mg=Mittelgewicht) 

## Erfolge
- 1920, Silber, OS in Antwerpen, GR, Mg, hinter Carl Westergren, Schweden und vor Matti Perttilä, Finnland
- 1924, Silber, OS in Paris, GR, Mg, hinter Edvard Vesterlund, Finnland und vor Roman Steinberg, Estland

## Finnische Meisterschaften
- 1914, 3. Platz, GR, Mg, hinter August Jokinen, Helsingin Jyry und Robert Oksa, Turun Riento
- 1916, 2. Platz, GR, Mg, hinter Robert Oksa
- 1918, 1. Platz, GR, Hsg, vor Edil Rosenqvist, HAK
- 1920, 1. Platz, GR, Hsg, vor Kalle Oskanen, Porvoon Akilles